# Malacomeles paniculata
Malacomeles paniculata là loài thực vật có hoa trong họ Hoa hồng. Loài này được (Rehder) J.B. Phipps mô tả khoa học đầu tiên năm 1990.